# Stockpile stewardship

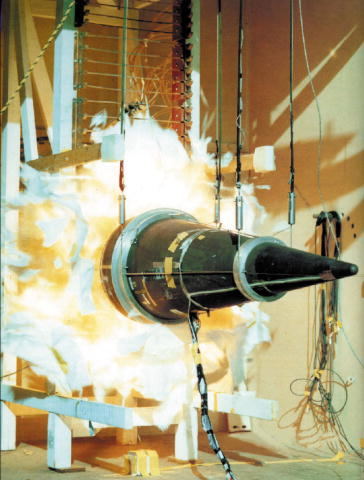
Un véhicule de rentrée du missile Peacekeeper est soumis à un test d'environnement accidentel.

Le stockpile stewardship est le programme américain de tests de fiabilité et de maintenance de son armement nucléaire sans recours à des tests en grandeur nature des armes.

## Historique du programme
Aucune nouvelle arme nucléaire n'ayant été produite aux États-Unis depuis 1992 les bombes déjà âgées deviennent potentiellement inopérantes car certaines matières les constituant vieillissent naturellement ou sous l'effet de la décroissance radioactive de certains isotopes comme le plutonium, l'électronique ou les matières organiques,. Ce programme a été étendu à la notion de reconception basée sur une approche plus scientifique.
Relevant du département de l'Énergie des États-Unis (United States Department of Energy) il a donc pour objectif de tester par simulation informatique notamment (accompagné de manipulations ou essais ne sollicitant pas d'explosion atomique) et le cas échéant remettre en condition de fonctionnement l'arsenal nucléaire du pays, le stockpile stewardship utilisant essentiellement la simulation informatique recourant au Advanced Simulation and Computing Program. Nombre de laboratoires impliqués dans ce programme ont eu recours à des laboratoires universitaires pour des recherches assez fondamentales.

## Sites et laboratoires
Le programme stockpile stewardship s'appuie sur un grand nombre de sites expérimentaux :
- Dual-Axis Radiographic Hydrodynamics Test Facility, Los Alamos National Laboratory[4]
- Contained Firing Facility, Lawrence Livermore National Laboratory[5]
- National Ignition Facility, Lawrence Livermore National Laboratory[5]
- Z machine, Sandia National Laboratories[6]
- Omega, Laboratory for Laser Energetics
- High Explosive Application Facility, Lawrence Livermore National Laboratory[5]
- Joint Actinide Shock Physics Experimental Research, Nevada National Security Site
- Large Bore Powder Gun, Nevada National Security Site
- Los Alamos Neutron Science Center, Los Alamos National Laboratory
- Proton Radiography, Los Alamos National Laboratory
- Big Explosives Experimental Facility, Nevada National Security Site
- TA-55, Los Alamos National Laboratory
- U1a Facility, Nevada National Security Site